# Завтра наступит сегодня
«Завтра наступит сегодня» (далее Утренний выпуск) — телесериал, демонстрировавшийся телеканалом CBS с 28 сентября 1996 по 27 мая 2000 года. Действия сериала происходят в Чикаго, штат Иллинойс. Сериал рассказывает о человеке, который таинственным образом получает газету Chicago Sun-Times на день раньше, чем она на самом деле выпускается в печать. Он использует полученные им сведения, чтобы день за днём предотвращать страшные события, которые должны произойти. Сериал создан Йеном Абрамсом, Патриком Пейджем и Виком Рубенфильдом, в роли Гэри Хобсона — Кайл Чандлер. Для съёмки в основном используются различные места города Чикаго. Несмотря на усилия фанатов спасти сериал, он был отменён в мае 2000 года. Впоследствии Paramount Home Entertainment наметили выпуск DVD первого сезона на 24 июня 2008 года.

## Производство

### Концепция
Основа для Утреннего Выпуска является общей идеей Вика Рубенфильда и Пэта Пейджа. Как-то, во время игры в волейбол в Манхэттен-бич, Калифорния, они начали делиться соображениями для художественного фильма. Позднее, во время телефонного разговора на основе тех идей, ими была придумана основополагающая концепция для Утреннего Выпуска. Рубенфильд полагал, что идея более подходила для телевидения, чем для художественного фильма, отмечая, что «это был действительно уникальный способ поместить персонажа в физическую опасность каждую неделю.»
Несмотря на готовую идею, Рубенфильд и Пейдж все ещё стояли перед задачей поиска телевизионной сети, согласной на их условия. Рубенфильд решил обратиться к Йену Абрамсу, которого он хорошо знал по группе, названной Профессиональным Предприятием Группы Авторов (или PAGE). Позднее, во время обеда в ресторане RJ в Лос-Анджелесе, Рубенфилд и Пейдж представили ему идею о «парне, который получает завтрашнюю газету сегодня.» С помощью Абрамса они решили попробовать убедить TriStar взять шоу, а также решили добавить несколько основных правил. Например, что газета всегда будет сопровождаться котом. Чтобы пробудить интерес TriStar во время их встречи, намеченной на 24 августа 1995 года, Абрамс сделал поддельную газету с заголовком «Let’s just let it end. O.J. Simpson confesses he is guilty of homicide.». Но главным было то, что газета была датирована следующим днем, 25 августа 1995 года. Последовала оживлённая беседа, до тех пор, пока кто-то не понял, что газета была датирована завтрашним днем. Немногим позже Утренний выпуск получил зелёный свет.
Впоследствии, сценарий Утреннего Выпуска часто сравнивался с другими вещами со схожей тематикой. В частности, с художественным фильмом 1944 года «Это случилось завтра», где газетный репортёр имел возможность получать газету из будущего заранее. Однако, создатели сериала «всегда утверждали, что Утренний Выпуск никоим образом не основан на этом фильме.»

### Места съёмок
Сериал был полностью снят в пределах города Чикаго, интерьеры были сняты в павильоне, в городе Цицеро, Иллинойс. Съёмки также происходили в известных Чикагских местах, таких как Морской пирс (Navy Pier) в одной из серий третьего сезона («Play it Again, Sammo»). Здание, используемое для уличной съёмки бара МакГинти, имеющего важное значение в сериале, прежде использовалось Чикагским Отделом пожарной охраны, и расположено в северо-восточном углу пересечения Улицы Франклин и Западной Улицы Иллинойса в центре города Чикаго. Помимо этого, Хобсон жил в гостинице Blackstone в течение первого сезона.

### Музыка
Во вступительной заставке каждого эпизода W.G. Snuffy Walden’у приписывают создание музыкальной темы для Утреннего Выпуска. Однако, во время показа в Соединённых Штатах обработанная версия песни «Time Has Come Today» от Chambers Brothers использовалась начиная с 4 сезона 3 эпизода и до конца сериала.

## Эпизоды и сюжет

### Эпизоды
Впервые Утренний выпуск был показан на канале CBS в Соединённых Штатах 28 сентября 1996 года. В общей сложности, 90 эпизодов были произведены в течение четырёх сезонов показа, с последним показанным в США эпизодом 27 мая 2000 года. Место сериала в вещательной сетке канала было в субботу в 20 часов, между Доктор Куин, женщина-врач и Уокер, техасский рейнджер. Когда в мае 2000 года сериал Доктор Куин закончился, Утренний Выпуск сдвинули на час назад.

### Сюжет
Сериал рассказывает о жизни Гэри Хобсона (Кайл Чандлер), жителя Чикаго, Штат Иллинойс (первоначально биржевого брокера, позднее владельца бара МакГинти) который таинственным образом получает газету Chicago Sun-Times днем раньше (завтрашняя газета сегодня), что даёт ему знание потенциального будущего. Его газета, очевидно, доставляется рыжей кошкой, независимо от того, где он окажется утром, за исключением некоторых особых случаев. После чего он пытается предотвратить трагедии, описанные в «завтрашней» газете, в результате чего текст в ней меняется.
Первый сезон состоит из 23 эпизодов, демонстрировался с 28 сентября 1996 по 10 мая 1997 года. Сериал начинается в доме Гэри Хобсона, где по его возвращении домой жена выставляет его за дверь без какой-либо видимой причины. Пока Гэри временно живёт в отеле Блэкстоун, он каждым утром начинает получать газету Chicago Sun-Times, встречая вместе с ней рыжего кота. Не сразу, но Хобсон понимает, что в газете описаны события, которые ещё не произошли, он решает поделиться этим со своими друзьями и коллегами по работе Чаком Фишменом и Мариссой Кларк. Гэри решает использовать эти знания только для хороших дел (и никак не для обогащения). На протяжении всего сезона Чак постоянно пытается использовать газету для того, чтобы заработать деньги.
Позднее Гэри узнает, что некоторые люди так же, как и он, получают газету «раньше». Единственными людьми, кто знает о газете, кроме самого Гэри являются его родители; его друзья Чак Фишмен и Марисса Кларк; репортёр криминальной хроники Chicago Sun-Times Мередит Кэрсон (4-й эпизод первого сезона); Эрика и Генри Паджет, мать-одиночка и её сын (Гэри дал Эрике работу в МакГинти). Гэри также пытался рассказать о газете другим людям в критических ситуациях, например, его адвокату или офицерам полиции (эпизоды 7 и 8 четвёртого сезона, «Fatal Edition»). Иногда он просыпался в прошлом (например в 1900 году), чтобы его изменить. Люди, часто сталкивающиеся с Гэри, подозревают, что у него есть какой-то свой секрет, но не уверены, в чём он заключается.
На протяжении всего сериала никогда чётко не объясняется, откуда приходит газета. Однако в одном из эпизодов Гэри встречает группу людей, вероятно причастных к отправке ему (так же как и другим) газеты. Более ничего особенного о них не известно, за исключением того, что они обладают какими-то сверхспособностями, например, возможностью исчезать и появляться в разных местах.
В четвёртом сезоне, эпизод 20 под названием «Time» (Время) (финальный эпизод, который был показан несколькими сериями раньше), кратко объясняется, почему Гэри получает газету. Вероятно, ответственность «быть следующим» ему поручил Люциус Сноу (человек, который получал Chicago Sun-Times перед Гэри) после того, как спас Гэри жизнь, когда тот был ребёнком. Это поручение было представлено в виде складного ножа с выгравированными инициалами человека, который будет получать газету следующим (Люциус дал Гэри красный швейцарский армейский нож). Инициалы на нём таинственным образом меняются каждый раз, когда текущий владелец газеты поручает её новому человеку. В конце этого же эпизода, Гэри отдаёт тот же нож девочке по имени Линдси Ромик, которая только что потеряла своего дедушку. А это означает что Линдси будет следующей получать газету, когда Гэри будет не в состоянии исполнять свои обязанности.
Несмотря на то, что сериал затрагивает тему о перемещениях во времени, в нём, в отличие от других произведений кино или литературы, редко рассматривается теория о том, что изменение прошлого (в данном случае, настоящего) может пагубно сказаться на будущем. Гораздо чаще в сериале используются идеи об эффекте бабочки или теории домино.

## Список эпизодов
| 1  | Pilot [28.09.1996] Биржевого брокера Гэри Хобсона бросает его жена. Он переезжает жить в отель, и утром кот приносит ему газету, датированную завтрашним числом. Благодаря газете, он помогает своей слепой подруге Мариссе. В газете он читает о предстоящем ограблении банка. В этой же серии он уходит с работы. | Home [27.09.1997] Газета предупреждает Гэри о пожаре в отеле. Гэри помогает детскому дому, которому грозит снос из-за стройки автозаправки, и становится владельцем бара «Мак Гинти». | Blackout [26.09.1998] У Гэри невыполнимое число дел из-за того, что ему не удаётся предотвратить аварию с электричеством в целом городе. | The Out-of-Towner [25.09.1999] Гэри встречает человека, который как и он, получает завтрашнюю газету. |
| 2  | The Choice [05.10.1996] Гэри оказывается перед сложным выбором: спасти девочку или попробовать предотвратить авиакатастрофу. Сложные повороты сюжета приводят к неожиданному концу этой истории. | The Medal [04.10.1997] Ветеран войны скрывает от своих родных события, наложившие отпечаток на всю его жизнь, и это может привести его к беде. | Collision [03.10.1998] Рыжий мальчик Генри всюду попадает в неприятности, и Гэри приходится его спасать. А у его мамы Эрики множество проблем из-за отсутствия работы. Гэри пытается предотвратить крупную автокатастрофу, но ничего не меняется, кроме количества погибших.                                     | Duck Day Afternoon [02.10.1999] К Гэри переезжают его родители, и у него начинаются неприятности. Скрываясь от родителей, он попадает в объектив газетного фотографа Мигеля Диаза. В конце концов семье Хобсонов приходится поговорить по душам под дулом пистолета. |
| 3  | Baby [12.10.1996] Гэри разводится с женой. Чак спасается от старой знакомой и переживает из-за того, что ему возможно придётся принимать роды. | The Wedding [11.10.1997] | A Horse Is a Horse [10.10.1998] Генри раскрывает секрет Гэри. В баре появляется отец Генри, из-за страсти к игре которого развалилась их семья. Генри подглядывает в газету, и из-за этого начинаются неприятности.                                                                                              | Take Me out to the Ballgame [09.10.1999] |
| 4  | The Paper [19.10.1996] Бывшая жена приносит Гэри книгу о старом Чикаго, где Гэри находит фотографию своего кота. Он идёт в редакцию газеты, чтобы выяснить, что за человек на фотографии с его котом. Работник архива мистер Морис говорит, что знает этого человека, но получает травму и попадает в больницу. Репортёр Мередит Карсон интересуется Гэри, но из-за другого своего расследования попадает в неприятности. | Jenny Sloane [18.10.1997] | Lt. Hobson, USN [17.10.1998] Гэри переодевается офицером военно-морского флота. Маленький Генри налаживает мирные переговоры между двумя конфликтующими странами. | The Iceman Taketh [16.10.1999] Гэри оказывается замешан в полицейскую операцию детектива Тони Бригати, связанную с бриллиантами. |
| 5  | Thief Swipes Mayor’s Dog [26.10.1996] Весь город играет в лотерею, организованную мэром Чикаго, и одновременно кто-то пытается похитить собаку мэра. Гэри уговаривает старого дядю Чака простить обидчиков. | Downsized [25.10.1997] Гэри помогает пожилому биржевому брокеру, у которого неприятности на работе. Но, кроме того, ему грозит смерть на операционном столе. | Saint Nick [24.10.1998] На пути у Гэри оказывается идеальный во всех отношениях и обожаемый всеми детский доктор Ник Стерлинг. | Camera Shy [23.10.1999] Происшествия из газеты всё время сталкивают между собой Гэри Хобсона и фотографа Мигеля Диаза. Вместе они ловят опасного преступника. |
| 6  | Hoops [02.11.1996] Гэри и его друзья помогают талантливому семнадцатилетнему баскетболисту сделать выбор всей его жизни. | Angels and Devils [01.11.1997] Гэри помогает сестре милосердия, работающей с подростками из неблагополучного района. Чак нанимает в бар нового повара. | Halloween [31.10.1998] Утром газету Гэри приносит чёрный кот. Гэри предстоит много побегать по городу и спасти детей в праздник. Его преследуют две сумасшедшие ведьмочки. | Wild Card [30.10.1999] Газета даёт Гэри выходной, происшествий не предвидится. Но из-за бармена Патрика, который старается помочь, беда следует за бедой. |
| 7  | After Midnight [09.11.1996] Чак пытается очаровать новую знакомую точным прогнозом погоды. Гэри помогает семнадцатилетней матери-одиночке. | Redfellas [08.11.1997] | Up Chuck [07.11.1998] Чак приезжает в гости, и у Гэри начинаются проблемы. Одна из них в том, что он обнаруживает статью о себе на первой странице, но через секунду весь текст пропадает, и в руках у Гэри остаются вместо газеты чистые листы. Гэри понимает, что если его секрет раскроют, то всё закончится. | Fatal Edition (1) [06.11.1999] Гэри пытается предотвратить убийство журналиста Фрэнка Скэнлона, и становится главным подозреваемым. С помощью газеты он пытается найти настоящего преступника.                                                                       |
| 8  | Gun [16.11.1996] Гэри разбирается в семейных проблемах разведённой матери с двумя сыновьями-школьниками. Чак моет кота. | March in Time [15.11.1997] Гэри и Чак заняты предупреждением беспорядков из-за небольшого показного марша в пригороде против иностранцев и чернокожих. | Deadline [14.11.1998] Гэри предстоит помочь оправдать водителя грузовика, свидетелем в деле которого был Люциус Сноу, человек до Гэри получавший газету. | Fatal Edition (2) [13.11.1999] Охранник автостоянки оказывается замешанным в убийстве журналиста. Фотограф Мигель Диаз помогает Гэри обнаружить новые факты, ставшие мотивами убийства. Детективы Тони Бригати и Пол Армстронг попадают в беду.                      |
| 9  | His Girl Thursday [23.11.1996] Гэри и Чак ценой новой машины Чака спасают деревенское семейство от торнадо. Репортёр Мередит Карсон снова пытается завоевать сердце Гэри, и становится перед выбором: любовь или работа. Чак по своей вине попадает в неприятности на бирже. | A Regular Joe [22.11.1997] Гэри мечтает о нормальной жизни, ему снятся разговоры с психиатром, и он решает по воскресеньям не читать газету. Но известный бейсболист нуждается в его помощи. Гэри придётся выступить в неожиданной роли. | In Gary We Trust [21.11.1998] Пытаясь спасти банщика, Гэри становится свидетелем крупного криминального преступления. Взятый под охрану полиции, он знакомится с детективом Тони Бригати. Попутно он пытается исправлять происшествия из газеты и налаживать свою личную жизнь.                                  | Weathergirl [20.11.1999] Гэри знакомится с девушкой, ведущей прогноз погоды в новостях, и одновременно ищет работу для дяди Чака. |
| 10 | The Wrong Man [07.12.1996] Гэри расстроен из-за того, что его бывшая жена уже собирается снова замуж. Кто-то пытается убить босса Чака и Гэри, и они пытаются его остановить. | A Bris is Just a Bris [20.12.1997] У своих еврейских родственников Чак знакомится с красивой девушкой-раввиншей, и из-за неё он начинает всем говорить правду. Повар-итальянец из бара Гэри пытается завоевать сердце девушки, которая не может оторваться от книжных романов. Гэри несколько раз спасает её, и она влюбляется в него. Гэри собирается всё исправить. В серии есть моменты, использованные потом в фильме «Неотразимая Марта». | Nest Egg [05.12.1998] Гэри помогает своей маме вернуть отданные мошенникам деньги. У них возникает хитрый план. Гэри использует свой опыт биржевого брокера и газету. | Run, Gary, Run [18.12.1999] Гэри несколько раз переживает одну и ту же ситуацию, пытаясь спасти Мариссу. Название аналогично фильму 1998 года «Беги, Лола, беги». |
| 11 | Christmas [21.12.1996] Чак встречает Санта-Клауса, а Гэри помогает офицеру полиции Крамбу найти человека, угрожающего устроить взрыв в общественном месте. | A Minor Miracle [10.01.1998] Полиция Чикаго ищет исчезнувшую из детского сада пятилетнюю девочку. Чак помогает странноватому учёному с его изобретением. | Teen Angels [19.12.1998] Утром из-за драки кошек Гэри обнаруживает за дверью лишь обрывки газеты. С их помощью ему придётся остановить беду в средней школе. | Rose [19.02.2000] К Гэри приходит за помощью женщина, заявляющая, что она потеряла память. Гэри и частному детективу Крамбу предстоит разобраться, мошенница ли она или действительно попала в беду.                                                                 |
| 12 | Frostbit [11.01.1997] В Чикаго сильный мороз, Чак переезжает на день к Гэри. Газета всё время отправляет Гэри на улицу по не очень важным делам, но когда он трижды её выбрасывает, то узнаёт, что бездомному мальчику грозит опасность. Вскоре опасность грозит самому Гэри, и теперь всё зависит от Чака. | Romancing the Throne [17.01.1998] Миссия Гэри осложняется визитом в Чикаго принцессы Морении. Серия-пародия на фильм «Римские каникулы». | Slippity-Doo-Dah [09.01.1999] Эрика просит Гэри посидеть с Генри, но дела з газеты не ждут. Гэри помогает уволенной служащей химкомбината и спасает церковный хор. | Snow Angels [26.02.2000] В Чикаго сильный снегопад, и у Гэри много работы. Он встречает человека, сумевшего изменить многое своими добрыми делами. |
| 13 | Mob Wife [25.01.1997] Гэри и Чак помогают девушке, связанной с мафией, и им приходится бегать от киллеров. | Walk, Don’t Run [24.01.1998] | The Last Untouchable [16.01.1999] Гэри сбивается с ног, всё время спасая 80-летнего старика, который никак не может забыть своё прошлое, связанное с бандой Аль Капоне. | Gifted [04.03.2000] Кот, приносящий газету, симпатизирует девочке. У неё проблемы с приёмными родителями, и она может предвидеть, что случится. |
| 14 | The Wall (1) [01.02.1997] Агент секретной службы интересуется Гэри и обращается к детективу Крамбу. Архивариус Морис обнаруживает замурованный в стенах архива пакет, принадлежащий Люциусу Сноу. Гэри занимается расследованием убийства президента Кеннеди и попадает в беду. | The Return of Crumb [31.01.1998] Спасая людей из газеты, Гэри чуть не проваливает сложнейшую операцию офицера Крамба. Старый знакомый Крамба хочет его подставить незадолго до пенсии. | Just one of Those Things [06.02.1999] У Гэри стресс от вранья, и, чтобы не заболеть, он должен рассказать Эрике о газете, но она ему не верит. | Performance Anxiety [11.03.2000] Мы встречаем героев из 1 серии 4 сезона, спустя полгода. Вместе с газетой Гэри получает загадочное приглашение на встречу, где ему задают вопросы о газете. Гэри встречается с теми, кто посылает ему газету.                       |
| 15 | The Wall (2) [08.02.1997] Гэри, скрываясь от полиции, находит завтрашнюю газету на вокзале. Убийство президента Кеннеди оказывается связанным с покушением на президента, собирающегося завтра посетить Чикаго. | Mum’s the Word [04.04.1998] Гэри несколько дней исправляет различные несчастья, связанные с выставкой египетских артефактов. У Мариссы появляется поклонник, но она смертельно заболевает. | Funny Valentine [13.02.1999] Всеобщий переполох, и все влюбляются друг в друга: бейсболист в доктора, таксист в Мариссу, кошка посылает Гэри букет, сердце для пересадки оказывается валентинкой. Гэри пытается наладить отношения с Эрикой.                                                                     | False Witness [25.03.2000] |
| 16 | Bat Masterson [22.02.1997] Человек, помогший Гэри, называет себя легендарным историческим героем Бэтом Мастерсоном. Он хочет поймать преступника из своего прошлого и просит Гэри о содействии. Офицер полиции Крамб помогает им. | Where or When [11.04.1998] Гэри мерещится женщина, похожая на его новую знакомую, и снится событие пятидесятилетней давности. Он получает газету, датированную 1944 годом, и понимает, что женщина из его сна и знакомая девушка связаны между собой через убийство. Чак называет фильмы, напоминающие ему события, происходящие в этой серии.                                                                                                 | Number One with a Bullet [20.02.1999] Теряющий рейтинги чернокожий певец-рэпер попадает в неприятности. Друзья Мариссы оказываются связанными с его прошлым. | The Play’s the Thing [08.04.2000] Гэри спасает бывшего полицейского Крамба в самодеятельном театре и становится одним из актёров. Вокруг театра происходит множество происшествий.                                                                                   |
| 17 | The Jury [08.03.1997] | The Fourth Carpathian [18.04.1998] | Two to Tangle [27.02.1999] Гэри несколько дней исправляет последствия драки двух конкурирующих фирм нижнего белья, принадлежащих бывшим мужу и жене. У Генри первая любовь. | Blind Faith [22.04.2000] В результате несчастного случая Гэри теряет зрение на несколько дней, но всё равно пытается помочь мальчику, попавшему в беду. |
| 18 | Psychic [12.04.1997] Гэри спасает женщину-медиума, которую считает мошенницей, и потом никак не может отделаться от её назойливых предложений. Но скоро ему понадобится её помощь. | The Quality of Mercy [25.04.1998] Гэри спасает убийцу и теперь ему нужно спасти от него прокурора, но он сам становится заложником. Чак попадает в больницу. В конце Гэри понимает смысл всего произошедшего в этой истории. | Fate [20.03.1999] Гэри не удаётся спасти человека, он тяжело переживает его смерть. Газета предоставляет ему выбор: покончить со всем или снова поверить в себя. | Occasionally Amber [29.04.2000] Продолжение истории с похищениями бриллиантов из 4 серии 4 сезона. Неожиданно в бар приезжает Чак и заявляет о своей женитьбе. Детектив Тони Бригати разыскивает предполагаемого преступника.                                        |
| 19 | The Cat [13.04.1997] Кот, приносящий газету, проявляет симпатию к пожилой даме. Как выясняется, это имеет свои причины в прошлом. Гэри испытывает сложности в получении газеты по утрам, и оказывается замешанным в непростые отношения матери с дочерью. | Show Me the Monet [02.05.1998] Гэри помогает обаятельному незнакомцу, который утверждает, что он шпион и обладает множеством разнообразных талантов. В этой же серии Гэри становится грабителем. | Crumb Again [03.04.1999] | Mel Schwartz, Bounty Hunter [06.05.2000] |
| 20 | Phantom at the Opera [19.04.1997] Гэри спасает реставратора картин, и пытается наладить личную жизнь, но из-за газеты у него возникают всё новые и новые препятствия. | Don’t Walk Away, Renee [09.05.1998] | Pinch Hitters [17.04.1999] Гэри спасает маленькую обезьянку на таможне, и его запирают на карантин. В это время пожилому человеку, выступающему с протестами на улице, грозит опасность, и не одна. | Time [13.05.2000] Судья Ромик оправдывает убийцу. Люциус Сноу, предшественник Гэри, оказывается связан со случаем из детства Гэри. Гэри приоткрывает тайну преемственности получателей газеты.                                                                       |
| 21 | Faith [26.04.1997] 11-летняя девочка верит в Бога и в то, что она будет здорова. Она говорит Гэри, что и он тоже должен верить. Гэри становится перед сложным выбором, сомневаясь в том, спасать ли ему тех, о ком пишет газета. | Hot Time in the Old Town [16.05.1998] Гэри пытается остановить обвал небоскрёба, но от удара оказывается в 1871 году, где встречает незнакомцев, похожих на его друзей. Там он становится свидетелем исторического пожара, грозящего уничтожить весь город, и помогает своим новым друзьям. И эта помощь влечёт за собой последствия в будущее.                                                                                                | Home Groan [01.05.1999] Гэри с помощью газеты преследует в своём родном городе двух преступников, сбежавших из тюрьмы. | Everybody Goes to Rick’s [20.05.2000] Гэри нужно спасти детектива Крамба. В баре протекли трубы, Гэри спускается в подвал, чтобы отключить электричество, и оказывается в хозяином бара, раздираемого гангстерскими группировками в 1929 году. Чёрно-белая серия.    |
| 22 | Dad [03.05.1997] Отец Гэри, поссорившись с мамой, приезжает к нему в Чикаго, и, конечно, очень скоро узнаёт о его секрете и берётся ему помогать… | Second Sight [23.05.1998] Чак хочет уехать, чтобы создавать своё дело. Морисе на мгновение кажется, что она что-то видит, и это видение оказывается связанным с убийцами, которых боится Чак. Гэри, Чак и бывший офицер полиции Крамб попадают в крупную переделку. | Play It Again Sammo [08.05.1999] Гэри всё время спасает разных китайцев, связанных с шанхайской мафией, охотящихся за старинной китайской реликвией. Несколько раз его самого приходится выручать из беды полицейскому-китайцу по имени Саммо.                                                                   | Luck o' the Irish [27.05.2000] Старичок-ирландец, сильно задолжавший бару Гэри, предупреждает его о проклятии рода, если ему откажут в кредите на спиртное. Гэри пытается справиться с целым кланом импульсивных ирландцев.                                          |
| 23 | Love is Blind [17.05.1997] У Мариссы появляется ухажёр в колледже, где она учится. А на преподавателя этого же колледжа совершается несколько покушений. | - | Blowing Up is Hard to Do [15.05.1999] Гэри спасает женщину, тонущую в бассейне. Эрика хочет расстаться с Гэри. Вместе с детективом Полом Армстронгом Гэри ловит группу террористов-подрывников. | - |

## В ролях

### Главные роли
- Гэри Хобсон — Кайл Чандлер
- Марисса Кларк — Шанезия Дэвис-Уилльямс
- Чак Фишмен — Фишер Стивенс (рассказчик) (1-2 сезон)
- Кошка — Panther, Pella и Carl[10]
- Эрика Паджет — Кристи Суонсон (3 сезон)
- Генри Паджет — Майлс Джеффри (3 сезон)
- Патрик Куин — Билли Уорли (3-4 сезон)

### В эпизодах
- Детектив Мерион Крам — Рон Дин
- Бэрни Хобсон — Уильям Дивейн
- Луис Хобсон — Тесс Харпер
- Детектив Тони Бригатти — Констанс Мари
- Мигель Диаз — Луис Антонио Рамос
- Детектив Пол Армстронг — Майкл Уэли

### Персонажи поддержки
Два персонажа в сериале также играют важные роли. Ими являются Фишер Стивенс в роли Чака Фишмена и Шанезия Дэвис-Уильямс в роли Мариссы Кларк.
Чак является полной противоположностью Гэри, немного циничен, остряк и реалист, в отличие от идеалиста Гэри. В ранних сериях Чак постоянно пытается воспользоваться газетой в своих собственных целях, например, для обогащения (спортивные ставки или игра на бирже). Однако позднее он помогает Гэри с «газетными делами» и иногда подстраховывает его.
Дэвис-Вильямс играет роль слепой Мариссы Кларк, часто выступающей в роли некого голоса, призванного сбалансировать идеализм Гэри и скептический реализм Чака.
Стивенс покинул сериал после двух сезонов, однако существенно изменил динамику шоу. От его закадрового голоса отказались, была изменена музыкальная тема, появились другие персонажи. Несколько раз после ухода Фишер Стивенс выступал в роли приглашенного актёра.

### Приглашенные звезды
На протяжении всего сериала много известных актёров были приглашены на съёмки. Например, репортера Мередит Карсон из четвёртого и девятого эпизода первого сезона сыграла актриса Лесли Хоуп, которая пятью годами позже сыграла роль в сериале 24 часа. Джеймс Толкан, известный по роли Мистера Стрикленда в фильме Назад в будущее, появился в роли баскетбольного тренера в шестом эпизоде первого сезона. Позднее певец Кулио сыграл персонажа, спасенного Хобсоном от смерти в эпизоде «Number One with a Bullet». Также на протяжении одного из сезонов CBS использовали одну из серий Утреннего выпуска для рекламы другого телевизионного сериала с Саммо Хун в главной роли.

## Отмена сериала
После 27 мая 2000 года (конец четвёртого сезона) CBS решили прекратить показ сериала. Несмотря на усилия поклонников спасти его и голосования на USA Today, CBS приняли решение не продолжать съёмку сериала для пятого сезона. Несмотря на это, поклонники Утреннего выпуска продолжали свои попытки и даже организовывали съезд поклонников в Чикаго в 2001, 2002 и 2004 годах.